# Kronstadtbukten

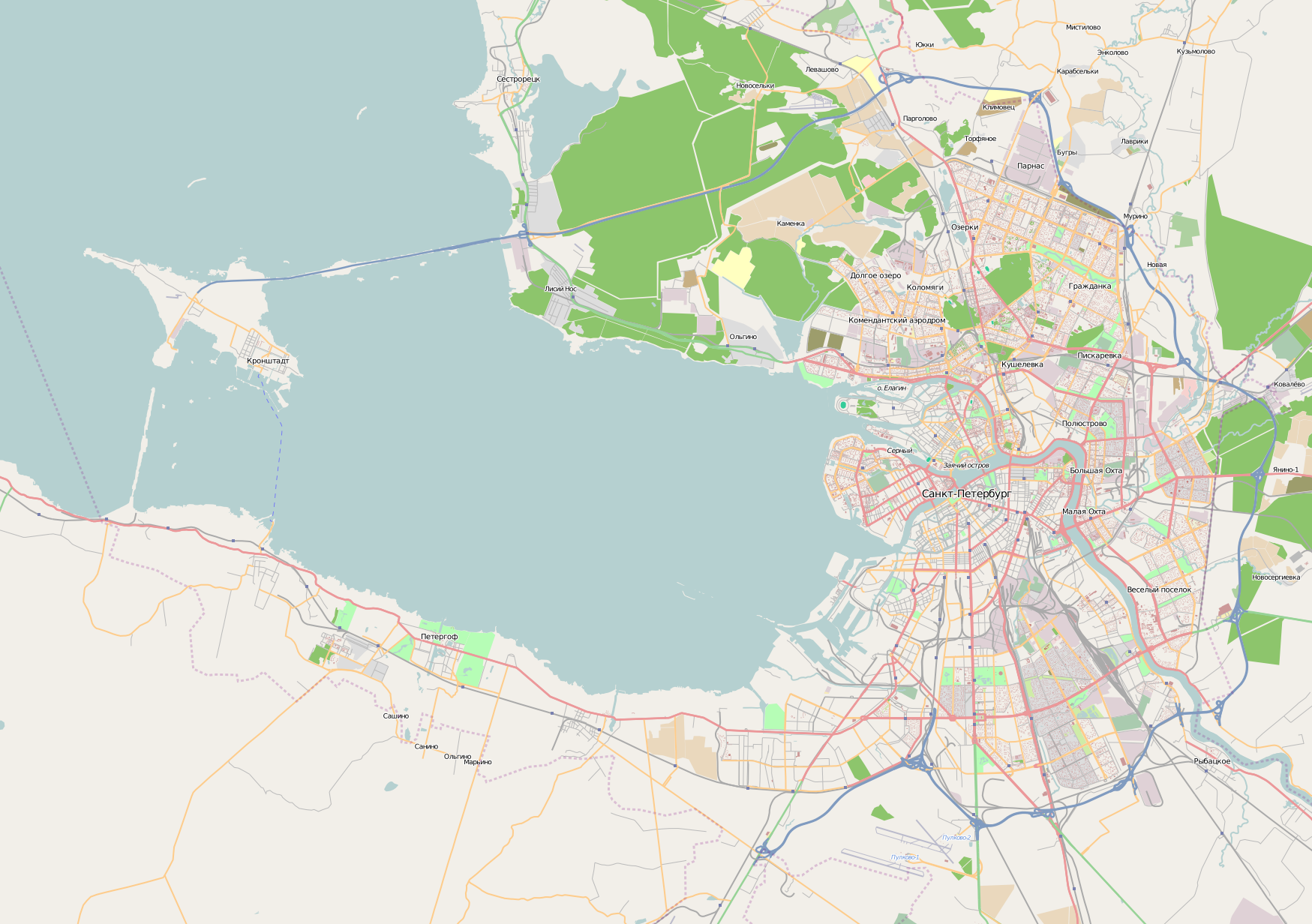
Kartbild över Kronstadtbukten.

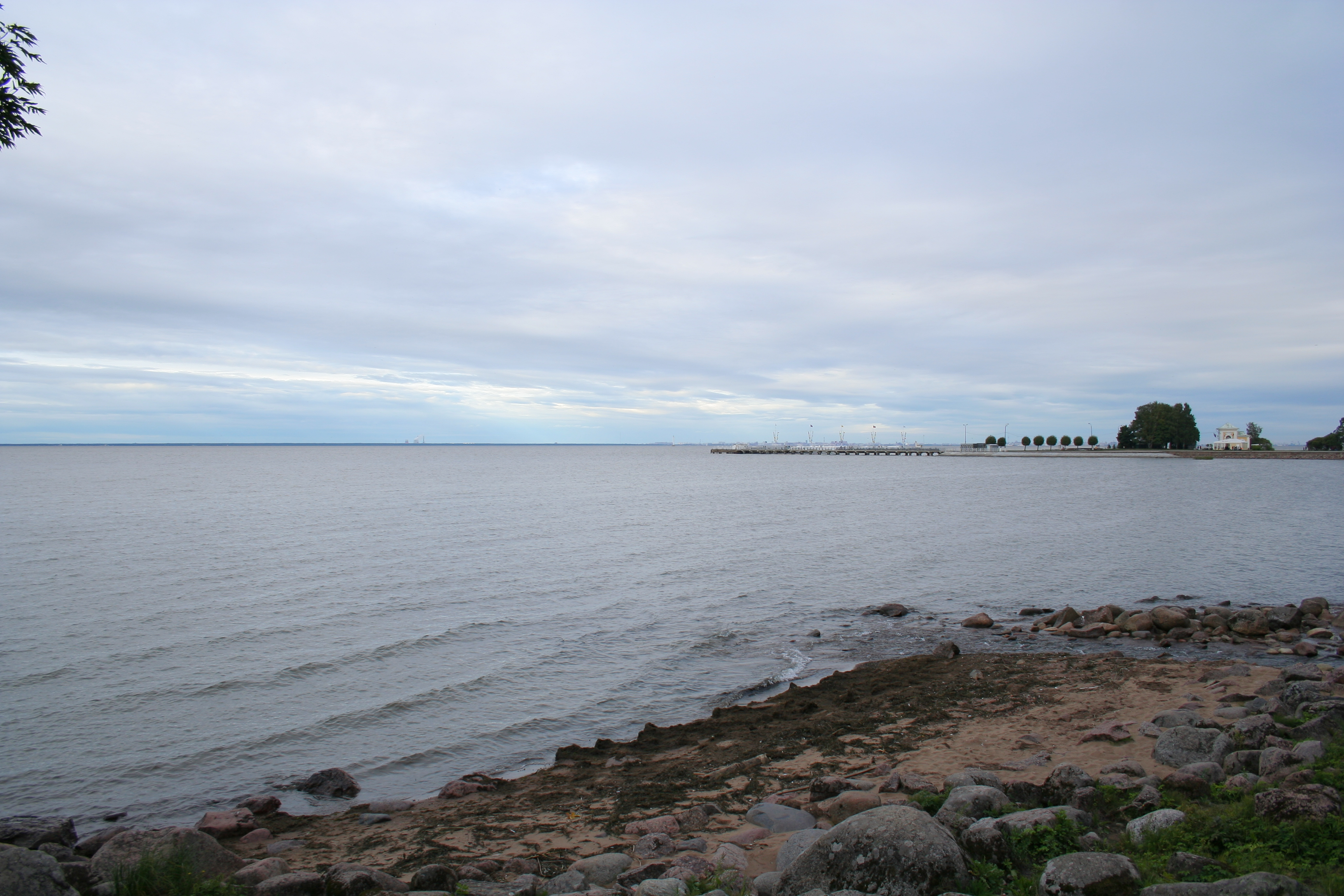
Bild på Kronstadtbukten från Peterhofs palats.

Kronstadtbukten (ryska: Невская губа, Nevskaja guba; finska: Nevanlahti) är en bukt i den innersta Finska viken, mellan ön Reitskär (ryska: Kotlin) och floden Neva (som rinner genom Sankt Petersburg). Bukten har fått sitt namn efter det svensk-tyska namnet på staden Kronstadt på Reitskär. Numera avgränsas Kronstadtbukten mot övriga Finska viken av översvämningsbarriären Sankt Petersburgdammen.